# Danilo Toninelli
Danilo Toninelli (n. 2 august 1974, Soresina, Lombardia, Italia) este un politician italian.